# Unser Haus Russland
Unser Haus Russland (UHR; russisch Наш дом – Россия, НДР; Nasch dom – Rossija, NDR) war zwischen 1995 und 1999 ein zentristischer Wahlblock im russischen Parlament und eine von der russischen Regierung geleitete „Partei der Macht“.

## Inhaltliches Profil
Als Parteigründung von oben war ein wichtiges Charakteristikum von Unser Haus Russland auch inhaltlich die Funktion als regierungstragende Organisation. Die zentralen Punkte der inhaltlichen Positionen waren hierbei sowohl liberaler (Überwindung des Kommunismus) als auch zentralistischer Art (Bekämpfung von separatistischen Bestrebungen in verschiedenen Teilrepubliken der Föderation).

## Geschichte der Partei

### Vorgeschichte
Der Präsident der Russischen Föderation Boris Jelzin wollte 1995 nach amerikanischem Vorbild ein Zweiparteiensystem etablieren und propagierte die Gründung eines rechtszentristischen und eines linkszentristischen Wahlblocks. Jelzins Ziel war es einerseits die extremen Parteien am politischen Rand zu stutzen, auch um den Führer der kommunistischen Partei KPRF Gennadi Sjuganow von der Macht fernzuhalten. Andererseits wollte Jelzin zur Konsolidierung seiner Macht und zur Stabilität des Landes funktionstüchtige, loyale und unideologische Parteien schaffen.

### Gründung
Unser Haus Russland wurde am 12. Mai 1995 vom, seit 1992 amtierenden und seit 1991 parteilosen (ehem. KPdSU) 57-jährigen russischen Ministerpräsidenten Wiktor Tschernomyrdin gegründet um die technokratisch-reformorientierten (rechtszentristischen) Unterstützer der Regierung Jelzin zu vereinen. Tschernomyrdins Wahlblock wurde unterstützt von mehreren großen Finanzinstituten (Association of Russian Banks, ARB; Ассоциация российских банков, АРБ) sowie großen Unternehmen wie dem Erdgasförderunternehmen Gazprom, dessen Direktor er von 1989 bis 1992 war, bevor er Ministerpräsident wurde. Die Partei errang das Interesse und die Sympathie nur weniger prominenter Mitglieder der regierenden Elite in Russland, gewann aber mehrere Provinzgouverneure und Direktoren von Staatsbetrieben. UHR war auch bekannt als die Partei der Oligarchen (Boris Beresowski finanzierte die Partei), eine Position, mit der zuvor die Partei Russlands Demokratische Wahl (Демократический Выбор России, ДВР; Demokratitscheski Wybor Rossii, DWR) identifiziert wurde.
Jelzin unterstützte neben dem rechts der politischen Mitte stehenden Unser Haus Russland auch die Neugründung einer Partei links der politischen Mitte unter der Führung des Parlamentspräsidenten Iwan Rybkin.

### Partei der Macht
Die russische Regierung unterstützte seit den Wahlen zur Staatsduma 1995 jeweils eine neue, eigene Hausmacht. Diese administrativen, von oben gegründeten „Parteien der Macht“ (партии власти, Regierungspartei, „Präsidentenwahlverein“) sind lose Ad-hoc-Bündnisse die sich auf Bürokraten stützen, die dem Präsidenten loyal ergeben sind.

### Russische Parlamentswahlen 1995
Nach der Gründung der Partei zeigten zwei Parteien Interesse an einer Zusammenarbeit, Russlands Wahl und die Agrarpartei (Аграрная партия России, АПР; Agrarnaja Partija Rossii, APR). Ihr gemeinsames Programm sollte „Freiheit, Privateigentum und Recht“ fördern und Vorhaben unterstützen die Rolle des Staates in Wirtschaft zu verkleinern, kleine Betrieb zu unterstützen, die Landwirtschaft zu privatisieren sowie den Militärhaushalt zu kürzen. Die Partei erhielt vom Staat offiziell nur 80 Millionen Rubel Wahlkampfgeld (damals etwa 25.000 Mark), veranstaltete jedoch teure Wahlkampfpartys mit Musikern wie Glenn Hughes (ehem. Deep Purple) und MC Hammer (150.000 $ Gage), dem Model Claudia Schiffer oder der Tänzerin Maja Plissezkaja. Tschernomyrdin ließ den 37 Millionen Rentnern 23 Tage vor der Wahl, finanziert durch den Notverkauf staatlicher Edelmetalle, die ausstehenden Pensionen auszahlen. Der russischen Armee wurden die Energieschulden erlassen, worauf der russische Verteidigungsminister Gratschow seine Truppe anwies für UHR zu stimmen. Bei der Wahl 1995 erreichte die Kremlpartei Unser Haus Russland trotz einer massiven Medienkampagne des Staatsfernsehens und der Unterstützung der Regionalverwaltungen nur enttäuschende 10,1 Prozent (54 Sitze: 45 Listenplätze und 9 Direktmandate). Die kommunistische Partei wurde mit einem Drittel der Stimmen stärkste Fraktion.
Der Rybkin-Block brach wegen der großen Nähe Rybkins zu Jelzin auseinander und hatte keinen Erfolg bei der Wahl zur Duma 1995. Wladimir Putin, der spätere Präsident Russlands, organisierte 1995 die Petersburger Filiale der Partei Unser Haus Russland und leitete die Wahlkampfkampagne der Partei bei den Wahlen zur Duma.

### Russische Präsidentschaftswahl 1996
Trotz des ersten Tschetschenienkrieges spielten Tschernomyrdin und Unser Haus Russland eine zentrale Rolle bei der Unterstützung Jelzins Kandidatur zur Wiederwahl zum russischen Präsidenten 1996. Tschernomyrdin sagte der Nachrichtenagentur ITAR-TASS 1996: “To sum up why Our Home is Russia is for Yeltsin, I can say only one thing -- because we are for reforms, for the constitution of Russia, for peace in Chechnya, for a normal life in Russia.” („Um zusammenzufassen, warum die NDR für Jelzin ist, kann ich nur sagen: weil wir für Reformen, für die russische Verfassung, für Frieden in Tschetschenien und ein normales Leben in Russland sind.“)

### Russische Parlamentswahlen 1999 – das Ende
Nach der überraschenden Entlassung Tschernomyrdins als Ministerpräsident 1998 wurde seine erneute Kandidatur für eine zweite Amtsperiode als Ministerpräsident von der Duma abgelehnt. Unser Haus Russland lehnte das Angebot der beiden Parteien für eine Zusammenarbeit daraufhin ab. Nach dem Amtsverlust Tschernomyrdins zerfiel auch Unser Haus Russland – seine parlamentarische Machtbasis. Bei der Wahl 1999 traten gleich zwei regierungsnahe Parteien gegeneinander an, Unser Haus Russland (1,1 %) und Einheit-Bär (23 %). Die Partei verfehlte bei den Wahlen 1999 mit nur noch 1,1 Prozent der Stimmen den Einzug ins Parlament (5-%-Hürde). Unser Haus Russland löste sich daraufhin auf. Einflussreiche Gouverneure wechselten zu Parteien, die sich später zur nächsten regierungstragenden Partei der Nomenklatura Einiges Russland vereinigten. Abgeordnete von Unser Haus Russland waren nur noch mit Direktmandat im Parlament vertreten.
Der Volksmund taufte die Partei in den 90er Jahren Nasch Dom Gazprom (Наш Дом Газпром), da mit den Geldern aus Gazproms Erdgasgeschäft die Wahlkämpfe Jelzins finanziert, sowjetische Altkameraden versorgt und Abgeordnete zu Abstimmungen „überredet“ wurden. Die Partei galt weithin als „Nomenklaturapartei“ postkommunistischer Funktionäre.